# 松山西郵便局
松山西郵便局（まつやまにしゆうびんきょく）は、愛媛県松山市にある郵便局。民営化前の分類では集配普通郵便局であった。

## 概要
住所：〒791-8799 愛媛県松山市古三津6-13-16

### 分室
分室はなし。かつて存在した分室は以下。
- 自衛隊内分室 - 1951年（昭和26年）に予備隊内分室として設置。1955年（昭和30年）に廃止された。
- 保険分室 - 1949年（昭和24年）に廃止。

### 郵便集配所
- 神和郵便集配所 (61150) [1] - 住所：〒791-4321 愛媛県松山市元怒和甲1809-24（神和郵便局に併設）
- 睦月郵便集配所 (61223) [1] - 住所：〒791-4431 愛媛県松山市睦月324-1（睦月郵便局に併設）

## 沿革
- 1874年（明治7年）11月16日 - 三津浜（みつはま）郵便取扱所として開設[2]。
- 1875年（明治8年）1月1日 - 三津浜郵便局（五等）となる。
- 1880年（明治13年） - 為替取扱を開始。
- 1881年（明治14年） - 貯金取扱を開始。
- 1891年（明治24年）1月16日 - 三津浜郵便電信局となる。
- 1903年（明治36年）4月1日 - 通信官署官制の施行に伴い三津浜郵便局となる。
- 1949年（昭和24年）7月26日 - 松山市三穂町から同市中須賀町へ移転[3]。同日、保険分室を廃止[4]。
- 1951年（昭和26年）4月1日 - 松山市西須賀町に予備隊内分室を設置。
- 1952年（昭和27年）10月15日 - 予備隊内分室を保安隊内分室に改称。
- 1954年（昭和29年）7月15日 - 保安隊内分室を自衛隊内分室に改称。
- 1955年（昭和30年）10月7日 - 自衛隊内分室を廃止。
- 1956年（昭和31年）10月1日 - 電話通話および和文電報受付事務の取扱を開始。
- 1967年（昭和42年）6月1日 - 松山西郵便局に改称。
- 1975年（昭和50年）10月20日 - 松山市三杉町から、同市古三津町に局舎を新築、移転。
- 1983年（昭和58年）6月20日 - 高浜郵便局から集配業務を移管。同日、郵便番号を791-41から791に変更。
- 1998年（平成10年）9月1日 - 外国通貨の両替および旅行小切手の売買に関する業務取扱を開始。
- 2006年（平成18年）10月16日 - 神和郵便局および睦月郵便局から集配業務を移管[5]。
- 2007年（平成19年）10月1日 - 民営化に伴い、併設された郵便事業松山西支店に一部業務を移管。
- 2012年（平成24年）10月1日 - 日本郵便株式会社発足に伴い、郵便事業松山西支店を松山西郵便局に統合。
- 2019年（令和元年）9月9日 - 堀江郵便局から「799-26xx」区域の集配業務を移管。
- 2021年（令和3年）3月8日 - 「799-26xx」区域の一部（「790-26xx」区域に変更）の集配業務を松山中央郵便局に移管[6]。

## 取扱内容
- 郵便、印紙、ゆうパック、内容証明
- 貯金、為替、振替、振込、国際送金、外貨両替・トラベラーズチェック、国債、投資信託
- 生命保険、バイク自賠責保険、自動車保険、変額年金保険
- ゆうちょ銀行ATM
- 郵便番号の上2桁が79の地域あての郵便物を配達局ごとに区分する業務（地域区分局）
- 松山市内のうち、〒791-80xx,-43xx,-44xx,799-26xx地域の集配業務
- ゆうゆう窓口

## 周辺
- 国道437号
- 松山港湾合同庁舎
- 三津浜港
- 松山市立三津浜中学校
- 愛媛国際貿易センター（アイテムえひめ）
- フジ松江店

## アクセス
- 伊予鉄道高浜線 山西駅から徒歩約9分
- JR予讃線 三津浜駅から徒歩約19分
- 伊予鉄バス 西郵便局前停留所下車
- 松山自動車道 松山ICから北西へ約10km
- 国道437号沿い。
- 駐車場あり：30台